# 尼古拉·科马罗夫
尼古拉·巴甫洛维奇·科马罗夫（俄语：Никола́й Па́влович Комаро́в，1886年11月27日—1937年11月27日）他是全联盟共产党（布尔什维克）中央组织局委员、列宁格勒市执行委员会第四届主席，1937年被捕处死，1956年平反恢复党籍。